# Caroll Betty
Caroll Betty (de son vrai nom Caroll Beaudroit), née le 27 décembre 1970 à Montbéliard, est une actrice, auteure et réalisatrice française.

## Biographie
De 1974 à 1989, elle pratique la danse (classique, moderne, modern'jazz, contemporain) et fait ses premiers pas sur scène à l'âge de cinq ans. Elle commence son apprentissage aux cours Eliett Gox à Agde puis à l'école Danse et Rythme d'Anne Devred à Beauvais.
En 1985, alors âgée de 14 ans, elle monte au sein du club de foot Racing Club de Beauvais, un département danse Let's dance, où elle enseigne gratuitement pendant quatre ans le modern'jazz à une trentaine d'élèves âgés de 10 à 15 ans et monte ses premières chorégraphies. Elle cesse la danse à l'âge de 19 ans à la suite d'un accident de ballerine.
En 1990, elle s'installe à Paris et entre au Cours Simon où elle fait un bref passage. En 1993, elle s'inscrit dans un atelier de théâtre animé par Marie-Claude Le Stanc, au sein d'une association de quartier (Le sirop de la rue - Paris 20e). Elle commence l'improvisation et participe à de nombreux matchs d'improvisation pendant trois ans.
En 1995, elle monte son premier one woman show (Jeune fille in hair de Richard Vitte) puis en 1996 Chienne de vie (de Richard Vitte et Valéria Perlazzi), one woman show dont un sketch (L'audimatrice de Valéria Perlazzi) donne naissance à J'décâble complètement !! (de Valéria Perlazzi) son troisième one woman show, comédie satirique sur le thème de la télévision où Caroll Betty incarne Emma Fortune, une animatrice de talk-show totalement déjantée et obnubilée par son audimat. J'décâble complètement !! est présenté au Théâtre Déjazet (Paris 11e) où Jean Bouquin (alors propriétaire des lieux) lui offre son théâtre pour une soirée exceptionnelle le 28 octobre 1996. J'décâble complètement !! sera joué pendant six mois au Théâtre des Trois Bornes (devenu Comédie des Trois Bornes) à Paris 11e, entre 1996 et 1997.
De 1998 à 2000, elle fait également partie de la compagnie Les Arts Masqués sous la direction de Marie-Claude Le Stanc, compagnie avec laquelle elle jouera des pièces modernes de Matéi Visniec (L'homme poubelle en 1998 et Le spectateur condamné à mort en 1999) et de Christian Rullier (Sur tout ce qui bouge en 2000).
En 2000, elle interprète le rôle d'une journaliste de France 2 pour un épisode de la série Avocats et Associés alors qu'elle vient d'intégrer la rédaction de l'information de France 2.
De 2000 à 2014, elle travaille au sein de la rédaction de l'information de France 2 aux côtés de François Brabant puis d'Olivier Galzi et de Nathanaël de Rincquesen, journalistes présentant les éditions de 7 h et 8 h sur Télématin (animée par William Leymergie), elle participe à la rédaction des lancements et apporte sa petite touche d'humour en écrivant la blagounette de fin de journal. Elle travaille également aux côtés d'Elise Lucet (13h), David Pujadas (20h), Laurent Delahousse et Julian Bugier (JT du weekend).
Depuis 2002, elle écrit des programmes (jeux, magazines, programmes longs et courts) destinés à la télévision et à internet.
En 2004, elle fait la connaissance de l'auteur Laurent Adicéam-Dixit qui lui propose un rôle dans sa pièce Un héritage coûte que goutte avec Patrice Drevet.
En 2005, elle met en scène le one man show Troupe Obsessionnelle Compulsive de Christophe Garnier, interprété par Emmanuel Dufraisse. Elle est à nouveau sollicitée par Laurent Adicéam-Dixit qui lui propose de collaborer à l'écriture d'un scénario. Pendant deux ans, ils écrivent La recette du bonheur (fiction de 90 min), librement inspirée du Bonheur dans la cuisine de Jean Mélisson narrant le parcours d'un jeune homme dont le rêve est de devenir un grand chef cuisinier.
En 2006, elle crée avec Laurent Adicéam-Dixit une mini-fiction destinée à la télévision Violette et Rose (format court).
Depuis 2006, elle est présidente de l'association de théâtre Fais-moi une scène ! (Animateur intervenant et directeur artistique : Jean-Paul Florentin)
En 2007, elle fait la rencontre d'Olivier Bossière qui lui propose de jouer dans son court-métrage Merci le petit lapin (comédie absurde) et dans une fausse bande-annonce Les Lionnes noires.
En 2008 et 2009, elle est auteur et réalisatrice d'une série de 50 mini-reportages sur l'art Wazz Art diffusée sur Dailymotion.
En 2009, elle écrit un court-métrage pour la défense de la langue française (100 fois ni loi - thrillédie (mi-thriller mi-comédie). Elle collabore avec Olivier Bossière en tant qu'auteur et réalisatrice de fausses bandes-annonces pour le site monrole.fr.
En 2010, elle écrit un deuxième court-métrage, sur le thème des jeux vidéo (Try Again - comédie absurde).
En 2011, elle écrit un deuxième long-métrage (Madame- comédie).
En 2012, elle collabore avec Céline Bohic sur un projet de série TV 6 × 52 min (Chacun sa route - comédie dramatique) et une mini-série humoristique (Toute première fois) et travaille sur l'écriture d'un long-métrage dramatique (Sugar Baby Love).
De 2014 à 2018, elle collabore avec Aurore Thiébaut sur plusieurs projets d'unitaires et séries TV (Space People, Tu me fais tourner la tête, Fred & Kelly)
En 2018, elle publie son premier roman Madame (Fauves éditions) issu du projet de long-métrage écrit en 2011.